# Madeleine De Meulemeester
Madeleine De Meulemeester, née le 8 janvier 1904 à Bruges et morte le 3 septembre 1996 à Lincé, est une avocate belge. Elle joue un rôle important dans le développement du guidisme catholique belge. Sa participation au sauvetage d'enfants juifs pendant la Seconde Guerre mondiale lui vaut le titre de Juste parmi les Nations.

## Biographie
Madeleine De Meulemeester est née à Bruges le 8 janvier 1904 dans une famille de six enfants. Durant la Première Guerre mondiale, la famille se réfugie en Angleterre. Madeleine De Meulemeester fait des études de droit et obtient son doctorat à l'Université libre de Bruxelles. Au décès de leur mère en 1936, elle s'installe à Bruxelles avec sa sœur Marcelle Demeulemeester.
Avec le Chanoine Leclerq, elle fonde la Jeunesse Universitaire Catholique féminine (JUC) et l'Association des Femmes Universitaires Catholiques (AFUC). Après l'occupation de la Belgique par l'Allemagne pendant la Seconde Guerre mondiale, elle rejoint la résistance avec sa sœur Marcelle De Meulemeester. Toutes les deux sauvent et cachent des enfants juifs et prêtent leur maison de Boitsfort pour la diffusion d'émissions de radio clandestines. Leurs frères cachent aussi des enfants à Bruges, Sainte-Croix,,,. Avec Hélène de Bie, elles participent entre autres au sauvetage du bébé Henri Szlamovicz, que cette dernière élève jusqu'à ce que son père,  Abraham Szlamovicz, rescapé, puisse à nouveau le prendre en charge, en 1948.
Madeleine De Meulemeester rejoint ensuite les Guides catholiques de Belgique-Katholieke meisjes gidsen van België où sa sœur Marcelle est déjà active depuis longtemps. Elle en devient la commissaire générale de 1946 à 1954 et réorganise la structure du mouvement avec, notamment une double structure linguistique. 
De 1954 à 1963, elle est membre du Comité mondial de l'Association mondiale des guides et des éclaireuses.
Elle décède à Lincé le 3 septembre 1996.
Les archives de Madeleine De Meulemeester sont conservées dans le Fonds De Meulemeester aux Archives du monde catholique de l'Université catholique de Louvain

## Juste parmi les nations
En 1999, elle est proclamée Juste parmi les Nations avec sa sœur Marcelle Demeulemeester. D'autres membres de la famille De Meulemeester obtiennent ce titre en 2001, dont Josane Sigart

## liens externes
- Biographie sur le site de l'Université catholique de Louvain
- Page consacrée aux membres de la famille de Meulemeester sur Yad Vashim